# Rosenbergia megalocephala
Rosenbergia megalocephala là một loài bọ cánh cứng trong họ Cerambycidae.